# 哥白尼紀
哥白尼紀（Copernican period）是最年輕的月球地質年代，紧随愛拉托遜紀延续至今，時間跨度為11亿年。该时期的突出特征就是类似哥白尼环形山的带辐射纹的撞击坑的出现。随着时间的推移，这些辐射纹逐步消失，所以它们只是年轻的陨石坑。在此期间，月球的其他表面特征几乎没有产生，因为对大型地质活动来说，月球内部已变得过冷。

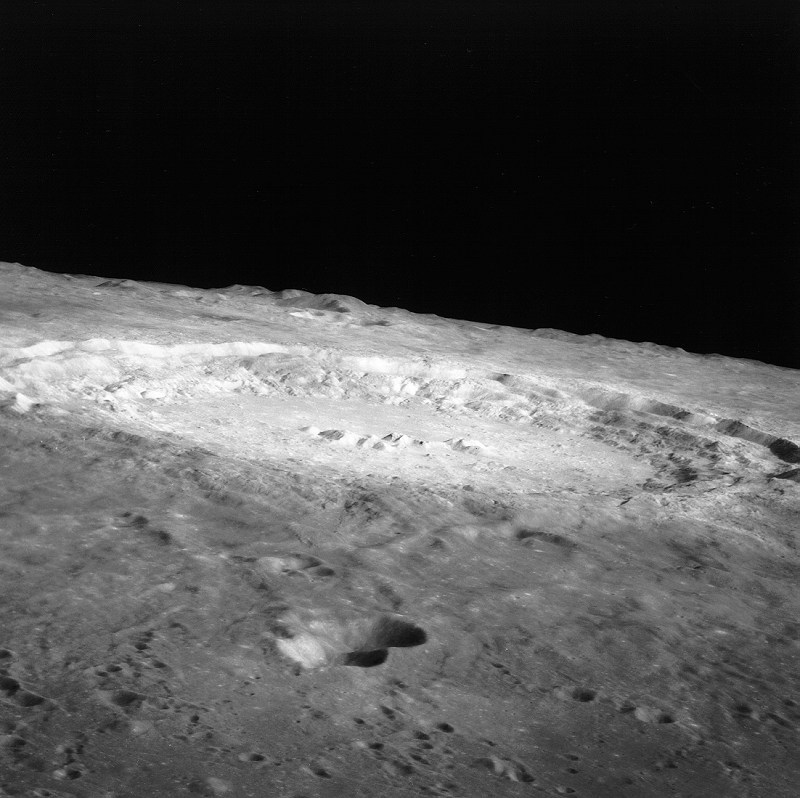
哥白尼环形山

哥白尼纪的起始时间非常不确定，最初天文學家使用撞擊坑周圍明亮的辐射紋的存在來定义其起点。但事实上，不同情况下辐射纹消失速率并不相同。很可能其下限期一定是位于12.5-22亿年前范围内。目前宽泛估计的时间为11亿年-21亿年前之间，有理由相信该界限约为7.5亿年前（岩石在辐射作用下变色的时间长度），这种情况下的哥白尼环形山的年龄将不是哥白尼纪的起点。然而，有证据表明，所说的持续时间可以在25-32亿年之间变化（辐射纹存在的时间可能能更持久）。
月球的哥白尼纪，是1962年由现代月球地质史划分创始人尤金·舒梅克和罗伯特·哈克曼（Robert Hackman）所提出。

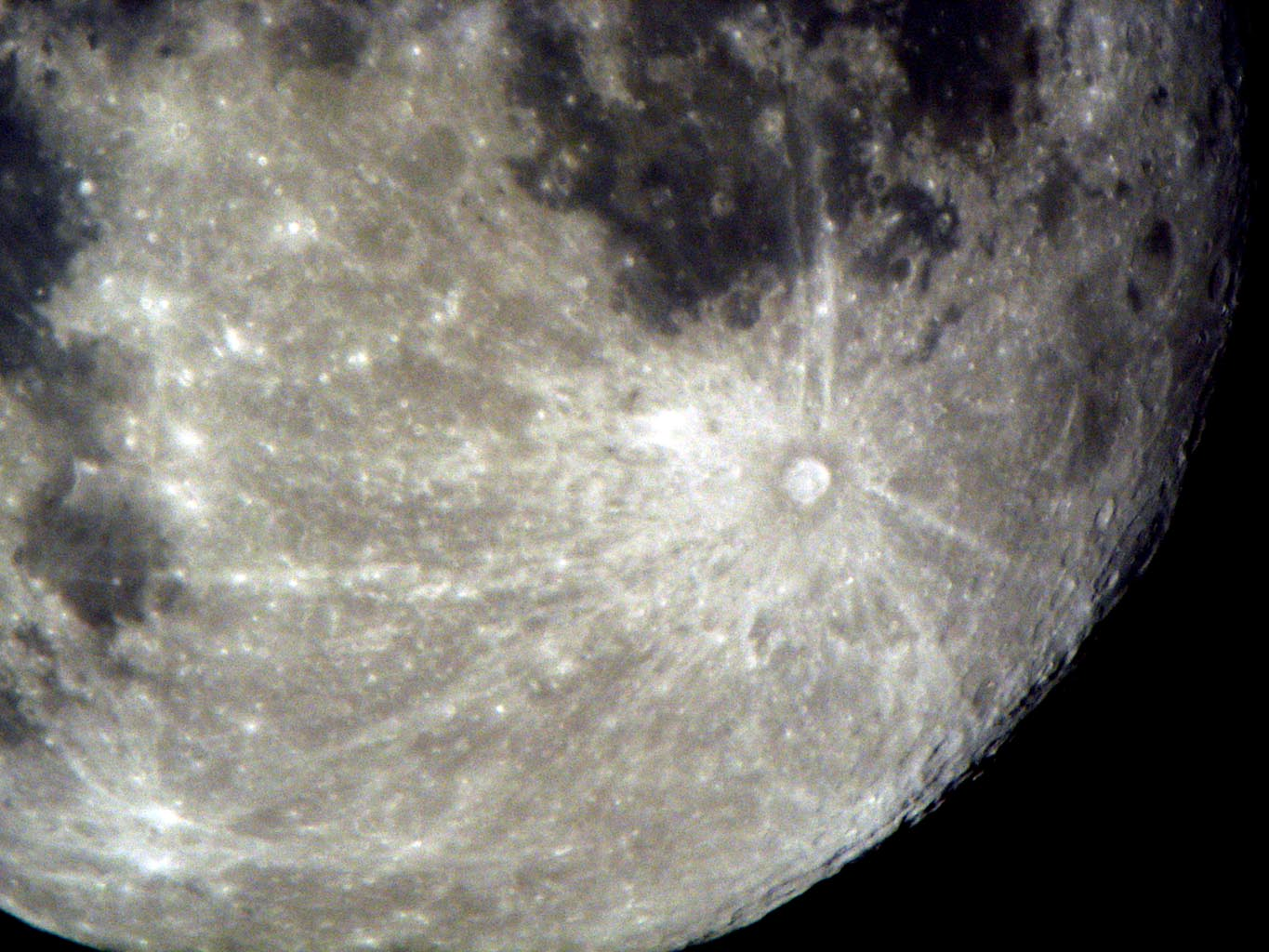
第谷坑-具有明显射纹系统的哥白尼纪月球陨石坑

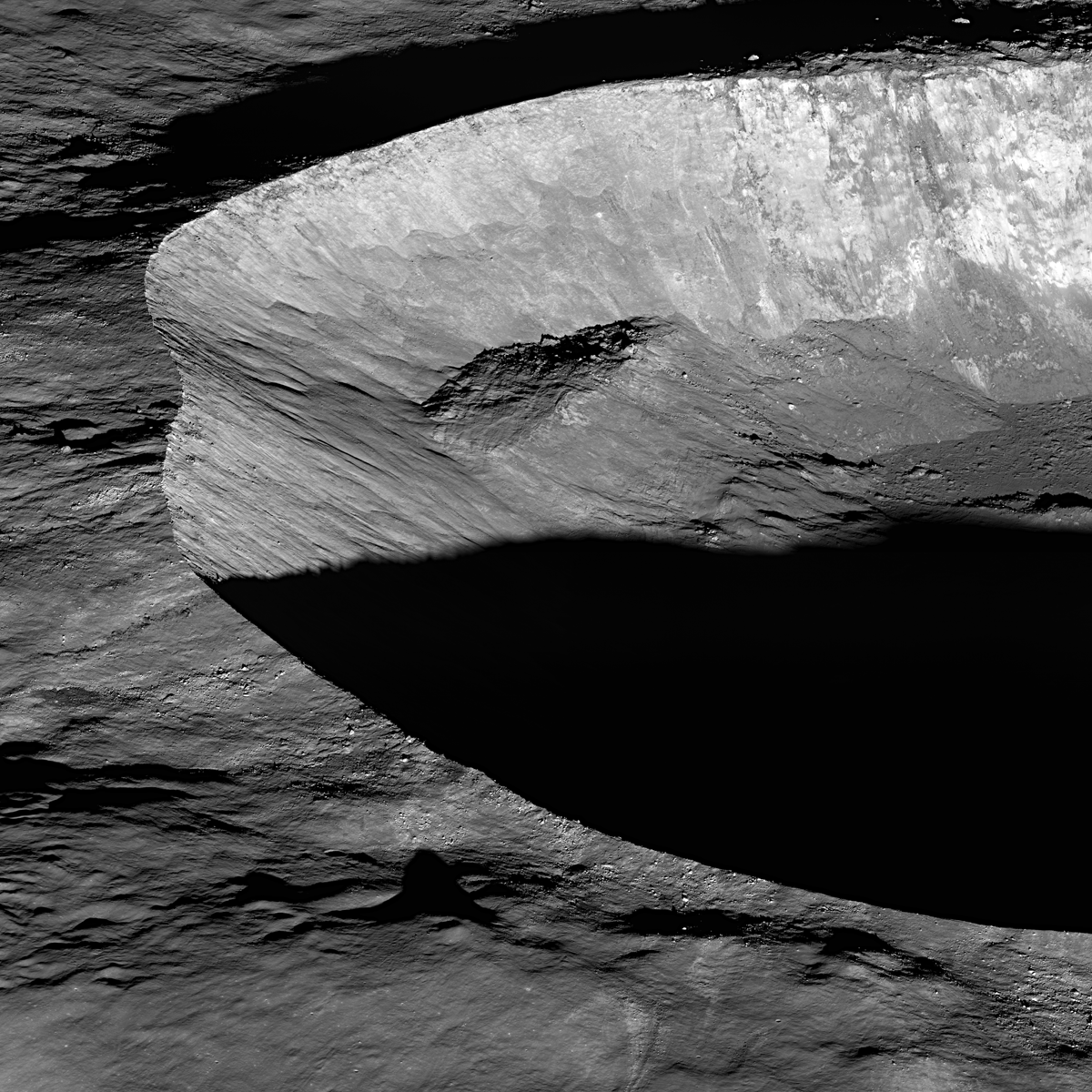
哥白尼纪的标志-清晰的边缘哥白尼环形山

哥白尼纪时期的月球较好地保存了月球上年轻地质事件的痕迹，相对而言，哥白尼纪是月球地质活动最弱、规模最小的时期，一般认为月球表面自约31亿年以来再无明显的构造活动，即哥白尼纪基本无明显的岩浆与构造活动。哥白尼纪地层主要为年轻撞击坑形成的角砾岩与射纹物质，即哥白尼纪撞击事件形成的物质，是月球最年轻的地质单元，其最典型的特征是具有完整而明亮的呈发散状的辐射纹系统。辐射纹是以撞击坑为中心呈射线状向四周辐射，由大量细小撞击坑溅射物、次生坑、坑群及其溅出物等组成，其中包括撞击坑的二次或三次连续撞击作用形成的辐射状的坑链。辐射纹在撞击坑边缘地带不一定是连续的分布，常穿过多种地形地貌，与撞击坑中心垂直并呈跳跃状，辐射纹物质主要成分为松散的细粒岩石碎屑、角砾粉末、玻璃质碎块及少量陨石物质等。辐射纹物质在可见光波段的反射率比周围其他物质高得多。 
哥白尼纪撞击坑稀疏的分布在整个月球上，虽然总数很少，但是显著的辐射纹使其非常明显，但是也有一些哥白尼纪撞击坑的辐射纹非常暗淡。
哥白尼纪时期最大的陨石坑有，位于月球正面的哥白尼环形山、第谷坑、欧多克索斯环形山、斯蒂维纽斯环形山、哈尔帕卢斯陨石坑、斯坦因陨石坑、祖基环形山、卡彭特环形山、菲洛劳斯环形山、海因环形山以及月球背面的金陨石坑、沙罗诺夫环形山、奥戴环形山、杰克逊环形山、瓦维洛夫环形山和罗伯逊环形山等。
月球上所有直径50米的撞击坑都属于哥白尼纪，因为这种尺寸的更老陨坑都已损毁。
哥白尼纪月球表面详图（1987年美国地质调查局），黑色-陨石坑；黄色-溅射物，红色-月海：

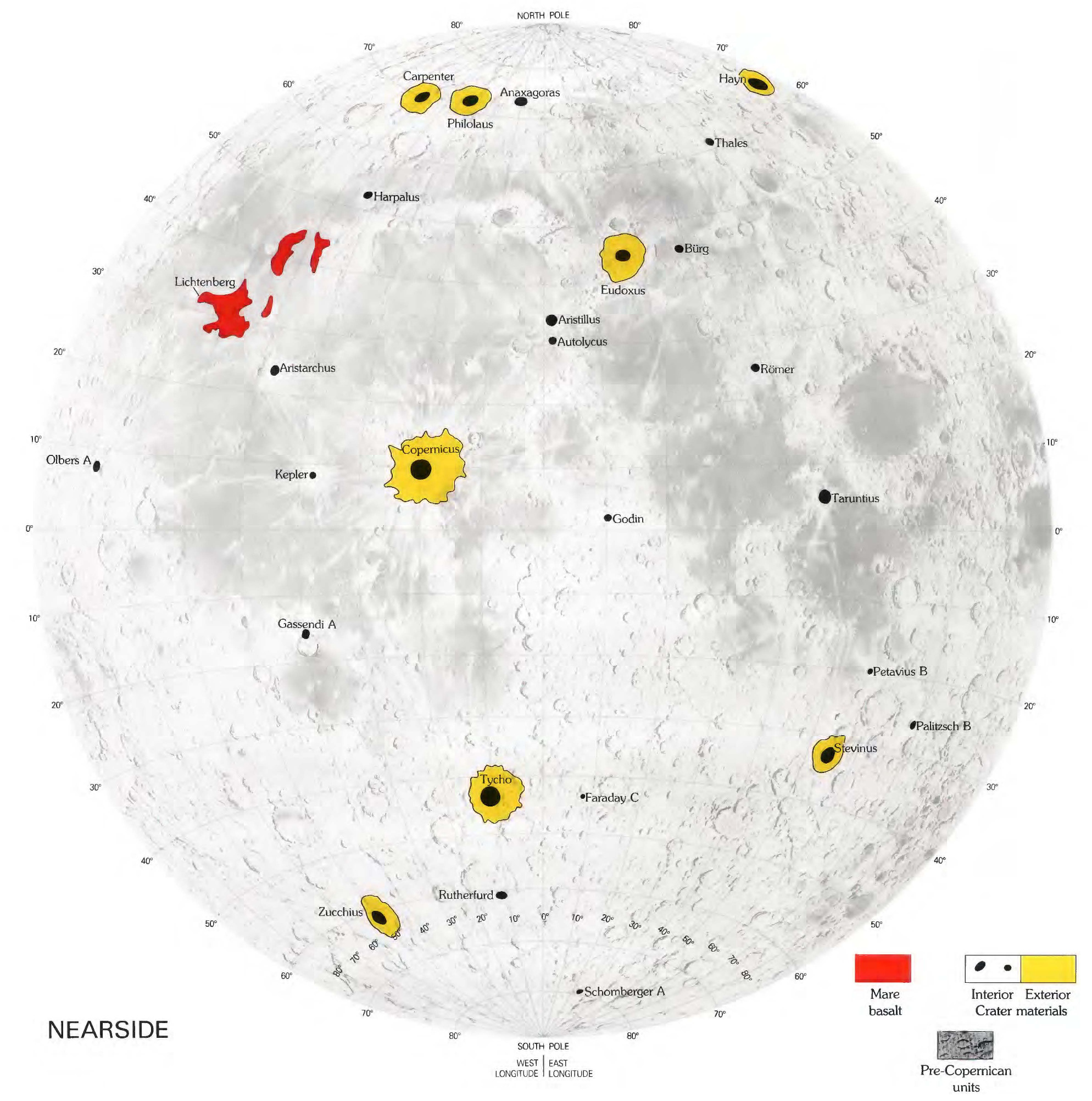
月球正面的哥白尼系统
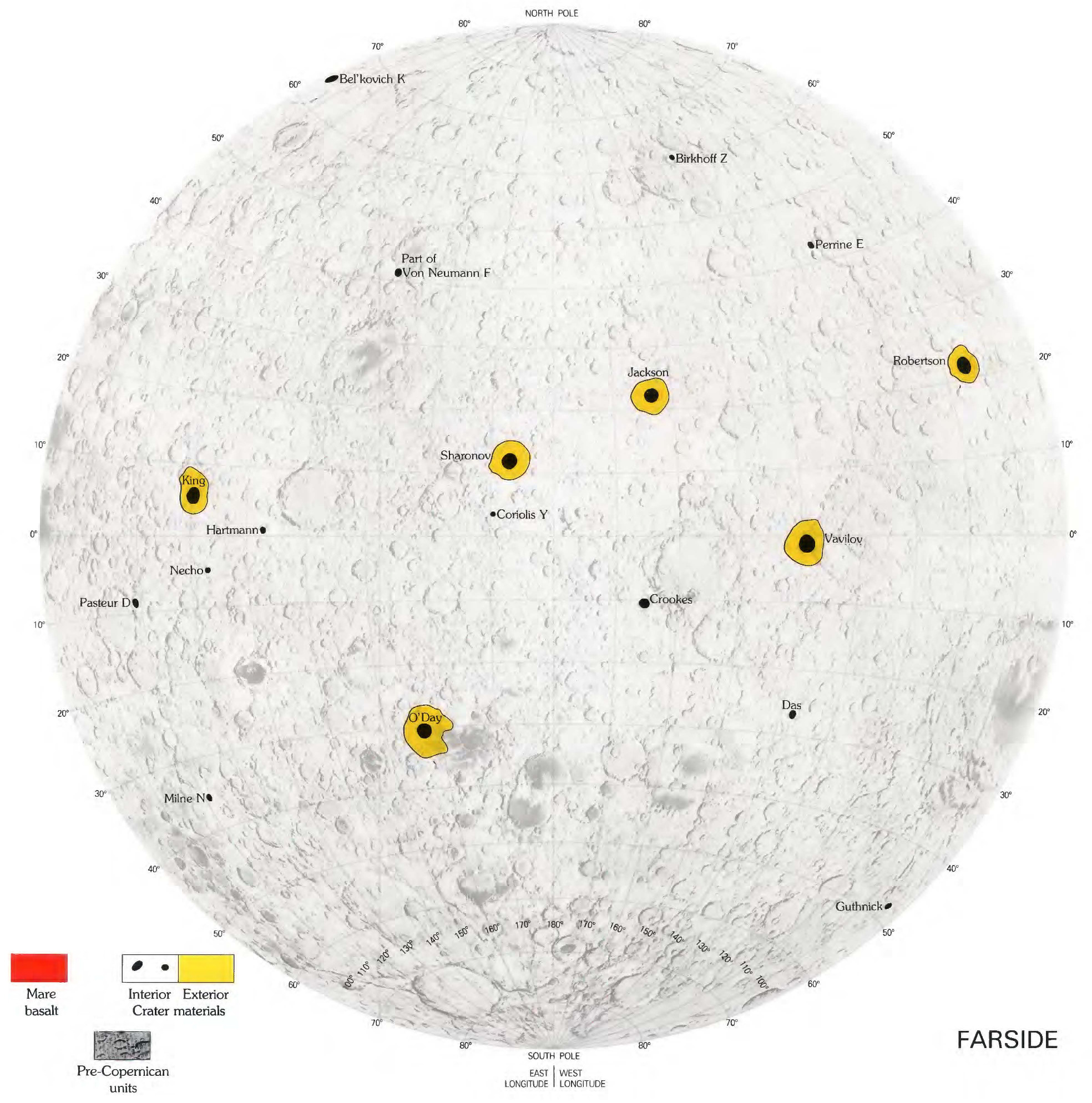
月球背面的哥白尼系统

## 延伸阅读
- Martel, L. M. V. . Planetary Science Research Discoveries. 2004-09-28  [2012-09-22]. （原始内容存档于2015-03-28）.